# Ласовский, Вадим Витольдович
Вадим Витольдович Ласовский (4 октября 1975, Минск) — белорусский футболист, защитник, тренер.

## Биография
Воспитанник минской СДЮШОР № 5. Взрослую карьеру начал в сезоне 1993/94 в составе «Смены», игравшей в первой лиге.
В 1994 году перешёл в «Динамо-93». Бронзовый призёр чемпионата Белоруссии 1994/95 и 1995, однако в этих сезонах не был твёрдым игроком основы. Обладатель (1994/95) и финалист (1996/97) Кубка Белоруссии, в обоих финальных матчах оставался в запасе. После расформирования «Динамо-93» провёл полсезона в брестском «Динамо».
В 1999 году первый раз пришёл в солигорский «Шахтёр», но не нашёл взаимопонимания с тогдашним тренером Иваном Щёкиным. Затем три сезона провёл в минском «Динамо», становился серебряным (2001) и бронзовым (2000) призёром чемпионата страны. В 2003 году вернулся в «Шахтёр», провёл в клубе четыре с половиной сезона, но играл нерегулярно. В 2005 году со своим клубом стал чемпионом Белоруссии (провёл за сезон 14 матчей), также завоёвывал бронзовые медали в 2004, 2006, 2007 годах. Обладатель (2004) и финалист (2006) Кубка страны.
В ходе сезона 2007 года перешёл в «Гранит» (Микашевичи), с которым занял второе место в первой лиге и поднялся в высшую, где играл ещё два сезона. Последний сезон в карьере провёл в 2010 году в клубе «Слуцксахар» во второй лиге, где стал серебряным призёром.
Всего в высшей лиге Белоруссии сыграл 233 матча, забил 4 гола.
Выступал за молодёжную сборную Белоруссии.
В качестве тренера работал в солигорском «Шахтёре» сначала с юношескими командами, а затем с дублем, также входил в тренерский штаб основной команды В начале 2020 года перешёл на работу в юношескую команду минского «Динамо».